# Calamita quadrilineatus
"Calamita" quadrilineatus
Espèce
Statut de conservation UICN

 DD  : Données insuffisantes
"Calamita" quadrilineatus est une espèce d'amphibiens de la famille des Hylidae dont la position taxonomique est incertaine (Incertae sedis).

## Publication originale
- Schneider, 1799 : Historiae amphibiorum naturalis et literariae fasciculus primus, vol. 1 (texte intégral).